# Longdorus taniwha
Longdorus taniwha är en rundmaskart som beskrevs av Clark 1963. Longdorus taniwha ingår i släktet Longdorus och familjen Longidoridae. Inga underarter finns listade i Catalogue of Life.